# SMS Szamos
SMS Szamos був річковим монітором типу Körös, який служив у Дунайській флотилії австро-угорського флоту. Корабель був названий на честь угорської річки — як і однотипний Körös.
Будівництво «Samos» почалося в 1890 році і тривало два роки. Спущений на воду у 1892 році. Загальні витрати на побудову корабля склали 362 207 форинтів. Корабель був оснащений двома гарматами калібру 120 мм та двома гарматами по 66 мм.
Корабель був введений бій на самому початку Першої світової війни. Тоді Австро-Угорщина бомбардувала Белград із Дунаю, який був у 1914 році прикордонною річкою між Австро-Угорщиною (північ) та Сербією (південь). Поряд із «Сомешем», у бомбардуванні також брав участь монітор «Бодрог». Згодом корабель не брав участі у значних битвах, але брав участь у війні до її завершення.
У 1919 р. Корабель використовувала Угорська радянська республіка у війні з Чехословаччиною. У 1920 році корабель був конфіскований з угорського флоту і згодом служив для комерційних цілей. У 1962 році корабель був утилізований.